# Abe Gelbart
Abraham Markham Gelbart (Paterson, Nova Jérsei, 2 de dezembro de 1911 – 7 de setembro de 1994) foi um matemático estadunidense.

## Biografia
Gelbart nasceu em uma família de imigrantes poloneses em Paterson, Nova Jérsei. Abandonou a escola aos 14 anos de idade, mas estudou matemática na Biblioteca Pública de Nova Iorque, onde  foi apoiado pelo matemático Jekuthiel Ginsburg. Apesar de não ter um diploma de ensino médio, foi aceito na Universidade de Dalhousie aos 23 anos de idade, onde obteve um bacharelado em 1938. Conduziu estudos de pós-graduação no Instituto de Tecnologia de Massachusetts, obtendo um doutorado em 1940, orientado por Norbert Wiener.

## Matemática
Fundou com Lipman Bers a teoria das funções pseudoanalíticas em dinâmica dos fluidos.